# Grootgoor
Het Grootgoor is een Nederlands natuurgebied van 55 ha, waarvan een groot deel zich ten oosten van Steensel bevindt en bij de gemeente Eersel behoort. Een klein deel ervan behoort bij de gemeente Veldhoven.
Naast het Grootgoor (goor = 'geurend' dus verwijst naar een slibrijk, moerassig gebied) bestond vroeger ook nog het Kleingoor. Dit broekbosje lag ten zuidwesten van Veldhoven Dorp in het dal van de Gender, maar het is nu in gebruik genomen door golfclub Gendersteyn nadat het in de jaren 60 van de 20e eeuw als vuilstortplaats heeft dienstgedaan.
Het gebied Grootgoor bevindt zich op de linkeroever van het riviertje de Run en wordt gekenmerkt door kwel, waardoor een moerassige plas ontstond die geleidelijk ging verlanden. Vanaf de 15e eeuw werd er ook klot gewonnen. Daarnaast was een deel in gebruik als hooiland, hoewel het er daar eigenlijk te nat voor was. Uiteindelijk staakte de mens de exploitatie en werd het Grootgoor een broekbos.
Naast reeën komen er ook veel vogels voor, zoals de wielewaal en de houtsnip.